# Ximo Huguet Lecha
Ximo Huguet Lecha (Onda, 28 de setembre de 1981) és un polític valencià que fou l'alcalde d'Onda entre 2015 i 2019.
Llicenciat en Història per la Universitat de València i màster en Gestió Cultural per la Universitat Jaume I de Castelló, es va iniciar a la política el 2011, en formar part de la llista que el Partit Socialista del País Valencià va presentar a les eleccions del seu poble natal.
El setembre de 2014 va fer pública la seua intenció d'optar a l'alcaldia d'Onda com a cap de llista del PSPV. Tot just uns dies després de fer la presentació oficial de la mateixa, el novembre d'aquell any, el portaveu dels socialistes d'Onda i ex-alcalde de la localitat, Juan Miguel Salvador Pérez, deixà el seu càrrec al Grup Municipal del PSPV i Huguet fou elegit com a nou portaveu.
A pesar de no aconseguir el triomf a les eleccions municipals de 2015, l'acord signat pel PSPV amb Compromís per Onda, Onda Sí Se Puede i Esquerra Unida del País Valencià el convertiren en batlle.